# 帕梅拉·阿德龙
帕梅拉·菲奥娜·阿德龙（英语：Pamela Fiona Adlon，1966年7月9日—）是一名美国女演员、喜剧演员、配音员、编剧、制片人和导演。
阿德龙作为配音员最出名的角色是在动画《一家之主》中为鲍比·希尔（Bobby Hill）的配音，为此她获得了艾美奖的杰出配音奖。阿德龙还曾出演过许多电视剧集，其中最知名的是在喜剧《加州靡情》、《路易不容易》中的表演。《路易不容易》是她与路易C.K一同制作的， 她在这部剧集中的工作为她带来了四项黄金时段艾美奖提名。
阿德龙自2016年开始在广受好评的 FX 喜剧《更美好的事》中饰演珊姆·福克斯，同时她也担任此片的创作、编剧、制作和导演。这部电视剧获得了一次皮博迪奖，而她也因为在该片中的表演获得了两次黄金时段艾美奖喜剧类最佳女主角提名。阿德龙也出演过许多电影作品。

## 早年生活
帕梅拉·阿德龙于1966年7月9日出生于纽约市，她的母亲玛丽娜·露西（Marina Lucy）是英国人，而父亲唐纳德·麦克斯韦“唐”·西格尔（Donald Maxwell "Don" Segal）是出生于波士顿的美国人。阿德龙的父亲是一名电视喜剧作家兼制片人，同时也创作一些漫画和科幻小说。阿德龙说她的父母是在联合劳军组织在巴黎举办的活动中相遇的。
因为父亲职业的关系，儿童时的阿德龙跟随着父亲在纽约与洛杉矶之间生活。她在9岁时第一次开始从事表演，当时她父亲的朋友开了一家电台，所以她有时会在那边做一些配音工作。在洛杉矶的时候，她参与了一些电视和电影表演。 她曾在莎拉·劳伦斯学院就读过一个学期。 搬到洛杉矶的月桂峡谷后，她曾与安娜·冈恩一起居住。

## 职业经历
阿德龙的演员首秀是在1982年的音乐电影《油脂2》中扮演的洛雷斯·雷布楚克。随后，她在情景喜剧《生活的事实（The Facts of Life, 1983-1984）》中扮演了凯莉·阿菲纳，而后又出演了《坏脾气（Bad Manners, 1984）》、《夜间法庭（ Night Court, 1984 ）》、《 女生男相（Willy/Milly, 1986 ）》、《情到深处 （ Say Anything... , 1989）》、《鬼头大兵（Sgt. Bilko, 1996）》、《低俗小说（Plump Fiction, 1997）》中的角色。此时的阿德龙在表演的间隙也开始从事一些配音工作，她认为这些额外工作拯救了她后来的事业。
阿德龙因在动画《一家之主》中为主演鲍比·希尔配音而获得了进一步的赞誉和认可，为此她获得了2002年度黄金时段艾美奖的杰出配音表演奖。阿德龙还因在《波波安》中为玛格丽特·"穆斯"·皮尔森的配音，在《下课后》中为阿什利·斯皮内利的配音，在《米罗的莫非命运》中为布里吉特·墨菲配音，以及在《生活大爆炸》中为新生儿哈雷·沃洛维茨配音而获得赞誉。
阿德龙以其沙哑的嗓音而闻名，因此她在许多动画和电影中为小男孩配音。她在《丛林小子》中为巴鲁配音，在系列游戏《睡衣山姆》中为山姆配音，在《101斑点狗》中为幸运儿配音，在《杰克斯！眨眼猪猪历险记》中为赫克托·麦克巴杰配音，在《松鼠男孩》中为安迪配音，等等。她因在卡通频道动画《时间小队》中奥托·奥斯沃斯的配音而获得安妮奖提名。她也为电影中的角色配音，如《阿尼玛特里克斯》和《小叮当（系列电影）》中的维迪亚。
阿德龙曾在ABC法律剧集《波士顿法律》中扮演艾玛·帕斯，在Showtime喜剧《加州靡情》中扮演马西·伦克尔，在FX喜剧《路易不容易》中扮演帕梅拉。她也是《路易不容易》的编剧和顾问制片人 。
阿德龙与路易·C·K的职业关系始于2006年，当时她在HBO情景喜剧《幸运路易》中扮演路易·C·K的妻子。她在喜剧《路易不容易》中作为路易的朋友出现，她出现在除第三季外的每一季中。阿德龙与路易·C·K共同编写了该系列的七集，并成为顾问制片人。她因在《路易不容易》中的工作而获得了四次黄金时段艾美奖提名：作为制片人获得了两项最佳喜剧系列的提名，因共同编写“爸爸的女朋友第一部分”一集而获得了一项喜剧系列杰出编剧的提名，以及一项喜剧系列杰出女配角提名。
2015年，阿德龙开始创作并主演半自传性质的喜剧《更美好的事》，她在其中扮演一个独自抚养三个女儿的母亲。该剧于2016年9月8日首播，路易·C·K在前两季中担任联合编剧和临时导演，而阿德龙在整个剧集中担任导演和编剧。该剧获得了广泛的好评，并获得了皮博迪奖。阿德龙因前两季而获得了黄金时段艾美奖喜剧类影集最佳女主角提名。她还获得了金球奖音乐及喜剧类剧集最佳女主角的提名，以及四项TCA 奖喜剧个人成就提名。
阿德龙的经纪人是戴夫·贝基（Dave Becky），他在2017年11月因卷入路易C·K的性骚扰丑闻而被阿德龙解雇。
阿德龙也出演了其它一些电影和电视剧，例如浪漫剧情片《我爱的第一个女孩》、科幻动作片《大黄蜂》和喜剧剧情片《史泰登岛国王》。她还在CBS情景喜剧《少年谢尔顿》中客串沃洛维茨夫人，在广受好评的NBC剧集《这就是我们》中出演Leigh博士。

## 个人生活
1996年，帕梅拉·阿德龙与菲利克斯·阿德隆结婚，菲利克斯的父亲是德国导演珀西·阿德隆。他们于2010年离婚，随后菲利克斯·阿德隆移居德国，他们有三个孩子：吉第安·阿德龙（Gideon Adlon）、敖德萨·阿德龙（Odessa A'zion）和瓦伦缇娜·“洛基”·阿德龙（Valentine "Rocky" Adlon）。
2015年1月，阿德龙成为了英国公民。

## 奖项与提名
| 年份 | 奖项             | 工作                               | 作品                     | 结果 | Ref.   |
| ---- | ---------------- | ---------------------------------- | ------------------------ | ---- | ------ |
| 2018 | 金球奖           | 音乐及喜剧类剧集最佳女主角         | 《更美好的事》           | 提名 | [ 20 ] |
| 2016 | 皮博迪奖         | 卓越领域                           | 《更美好的事》           | 獲獎 | [ 21 ] |
| 2002 | 黄金时段艾美奖   | 杰出配音                           | 《一家之主》：鲍比踢蛋蛋 | 獲獎 | [ 22 ] |
| 2013 | 黄金时段艾美奖   | 杰出喜剧剧本: 爸爸的女朋友第一部分 | 《路易不容易》           | 提名 | [ 22 ] |
| 2014 | 黄金时段艾美奖   | 杰出喜剧剧集                       | 《路易不容易》           | 提名 | [ 22 ] |
| 2015 | 黄金时段艾美奖   | 杰出喜剧剧集                       | 《路易不容易》           | 提名 | [ 22 ] |
| 2015 | 黄金时段艾美奖   | 电视剧集最佳女配角                 | 《路易不容易》           | 提名 | [ 22 ] |
| 2017 | 黄金时段艾美奖   | 电视剧集最佳女主角                 | 《更美好的事》           | 提名 | [ 22 ] |
| 2018 | 黄金时段艾美奖   | 电视剧集最佳女主角                 | 《更美好的事》           | 提名 | [ 22 ] |
| 2015 | 美国制片人协会奖 | 电视剧集杰出制作                   | 《路易不容易》           | 提名 |        |
| 2017 | 电视批评协会奖   | 喜剧表演个人成就                   | 《更美好的事》           | 提名 |        |
| 2018 | 电视批评协会奖   | 喜剧表演个人成就                   | 《更美好的事》           | 提名 |        |
| 2019 | 电视批评协会奖   | 喜剧表演个人成就                   | 《更美好的事》           | 提名 |        |
| 2020 | 电视批评协会奖   | 喜剧表演个人成就                   | 《更美好的事》           | 提名 |        |
| 2012 | 美国编剧工会奖   | 最佳喜剧                           | 《路易不容易》           | 提名 |        |
| 2013 | 美国编剧工会奖   | 最佳喜剧                           | 《路易不容易》           | 獲獎 |        |
| 2015 | 美国编剧工会奖   | 最佳喜剧                           | 《路易不容易》           | 獲獎 |        |
| 2017 | 美国编剧工会奖   | 最佳电视剧集                       | 《更美好的事》           | 提名 |        |